# Догукан Сінік
Догукан Сінік (тур. Doğukan Sinik, нар. 21 січня 1999, Анталія, Туреччина) — турецький футболіст, вінгер англійського клубу «Галл Сіті» та національної збірної Туреччини. Виступає на правах оренди за «Антальяспор».

## Ігрова кар'єра

### Клубна
Догукан Сінік є вихованцем клубу «Антальяспор» зі свого рідного міста. У травні 2015 року він зіграв свій перший матч в основі команди у турнірі Першої ліги. За результатами того сезону «Антальяспор» піднялася до Суперліги і в травні 2016 року Сінік дебютував у матчах вищого дивізіону.
Але не маючи постійного місця в основі Сінік відправився в оренду в клуб Третього дивізіону «Кемерспор». Після завершення терміну оренди футболіст повернувся до стану «Антальяспора», де зайняв постійне місце в основі.
Перед початком сезону 2022/23 Догукан Сінік відправився до Англії, де приєднався до клубу Чемпіоншипа «Галл Сіті». 30 вересня вінгер зіграв перший матч в англійському чемпіонаті.

### Збірна
З 2015 року Догукан Сінік виступав за юнацькі та молодіжну збірні Туреччини. 29 березня 2022 року у товариському матчі проти команди Італії Сінік дебютував у складі національної збірної Туреччини.